# Hydrostachys angustisecta
Hydrostachys angustisecta är en tvåhjärtbladig växtart som beskrevs av Adolf Engler. Hydrostachys angustisecta ingår i släktet Hydrostachys och familjen Hydrostachyaceae. Inga underarter finns listade i Catalogue of Life.